# Li Bifeng
Li Bifeng (* 1965 in der Volksrepublik China) ist ein chinesischer Aktivist und Schriftsteller. Seit 1998 befindet er sich in chinesischer Gefangenschaft.

## Leben und Inhaftierung
Der Dichter und Demokratieverfechter Li Bifeng verfasste 1998 einen Bericht über die Sitzblockade einer Gruppe von Textilarbeitern auf einer chinesischen Autobahn und spielte diesen Menschenrechtsorganisationen im Ausland zu. Bereits 1989, nachdem er sich an der  Protestaktion auf dem Platz des Himmlischen Friedens beteiligt und sich ein halbes Jahr auf der Flucht befunden hatte, wurde er gefasst und wegen "Wirtschaftskriminalität" zwölf Jahre lang inhaftiert. 
Im November 2012 wurde der 48-jährige Li Bifeng ohne plausiblen Grund, ohne Beweismittel und trotz weltweiter Proteste erneut zu weiteren zwölf Jahren Haft verurteilt. Die Behörden verdächtigen ihn, seinem Freund, dem Schriftsteller Liao Yiwu, Träger des  Friedenspreises des Deutschen Buchhandels 2012, im Jahr zuvor bei seiner Flucht nach Deutschland geholfen zu haben. 
Am 4. Juni 2013 hielt das internationale literaturfestival berlin eine weltweite Lesung für Li Bifeng.